# Йодловець
Йодловець (пол. Jodłowiec) — село в Польщі, у гміні Велюнь Велюнського повіту Лодзинського воєводства.
Населення — 280 осіб (2011).
У 1975-1998 роках село належало до Серадзького воєводства.

## Демографія
Демографічна структура станом на 31 березня 2011 року:
|          | Загалом | Допрацездатний вік | Працездатний вік | Постпрацездатний вік |
| -------- | ------- | ------------------ | ---------------- | -------------------- |
| Чоловіки | 134     | 19                 | 97               | 18                   |
| Жінки    | 146     | 26                 | 88               | 32                   |
| Разом    | 280     | 45                 | 185              | 50                   |